# 甘肃省庆阳第一中学
甘肃省庆阳第一中学，简称庆阳一中，位于甘肃省庆阳市西峰区，是首批“甘肃省示范性普通高中”，列入甘肃省卓越高中计划。办学质量在甘肃省位列前茅。

## 历史沿革
- 学校创始于1940年，当时设在庆阳市西峰镇专署巷43号，1985年改为西峰市西大街80号，后改为西峰市西大街178号[3]。
- 2011年8月28日，学校整体般迁至陇东学院原校区即庆阳市西峰区南大街32号，而庆阳五中迁入一中原址办学[4]。

## 校园文化

### 校训
博纳 求真 和谐 卓越

### 三风
- 教风：学高身正，为人师表，敬业爱生，严谨治学。
- 学风：崇真尚美，慎思明辨，明志博学，厚积薄发。
- 校风：团结协作，民主廉洁，求实创新，追求卓越。

## 社团组织
- 庆阳一中广播室
- 庆阳一中科创社
- 庆阳一中国学社
- 庆阳一中音乐社
- 庆阳一中足球爱好者协会
- 女子篮球社
- 星月剧社
- 七彩风文学社
- 华山论剑棋艺社

## 友好学校
- 中华人民共和国北京四中
- 中华人民共和国成都七中
- 中华人民共和国天津市第二南开中学[5]。
- 中華民國（臺灣）台北市立南湖高中，两校与2011年结为“两岸友好学校”[6]。